# Argyresthia arceuthina
Argyresthia arceuthina là một loài bướm đêm thuộc họ Yponomeutidae. Nó được tìm thấy ở châu Âu.
Sải cánh dài 8–9 mm. Con trưởng thành bay từ tháng 4 đến tháng 6 tùy theo địa điểm.
Ấu trùng ăn các loài Juniperus.